# علی‌اکبر جعفری
علی‌اکبر جعفری (زادهٔ ۱۳۳۳ در ساوه) نمایندهٔ حوزهٔ انتخابیهٔ ساوه در دورهٔ ششم مجلس شورای اسلامی بوده‌است.